# Brugelette
Brugelette (in piccardo Brujlete) è un comune belga di 3 336 abitanti, situato nella provincia vallona dell'Hainaut. È meglio conosciuto come la sede del parco naturale Pairi Daiza. Secondo il censimento della popolazione del 2018, il comune ha 3 658 abitanti.